# Patricia Mangan
Patricia Mangan detta Tricia (Buffalo, 7 marzo 1997) è una sciatrice alpina statunitense.

## Biografia
Patricia Mangan, attiva in gare FIS dal novembre 2013, in Nor-Am Cup ha debuttato il 20 novembre 2013 a Copper Mountain, classificandosi 14ª in slalom gigante, e ha ottenuto il primo podio l'11 febbraio 2016 giungendo 2ª nella combinata di Whiteface. Il 26 novembre 2016, a Killington, ha esordito in Coppa del Mondo in slalom gigante, senza riuscire a concludere la prima manche; il 9 febbraio 2017 ha colto a Copper Mountain in supergigante la sua prima vittoria in Nor-Am Cup. Ai XXIII Giochi olimpici invernali di Pyeongchang 2018, sua prima presenza olimpica, si è classificata 9ª nella gara a squadre e non ha completato lo slalom gigante; ai successivi XXIV Giochi olimpici invernali di Pechino 2022 si è piazzata 11ª nella combinata e ai Mondiali di Courchevel/Méribel 2023, sua prima presenza iridata, è stata 23ª nella discesa libera e non ha completato il supergigante e la combinata.

## Palmarès

### Coppa del Mondo
- Miglior piazzamento in classifica generale: 102ª nel 2023 e nel 2025

### Coppa Europa
- Miglior piazzamento in classifica generale: 23ª nel 2024
- 3 podi:
  - 2 secondi posti
  - 1 terzo posto

### Nor-Am Cup
- Miglior piazzamento in classifica generale: 2ª nel 2020
- Vincitrice della classifica di discesa libera nel 2023
- Vincitrice della classifica di supergigante nel 2017
- Vincitrice della classifica di combinata nel 2017
- 27 podi:
  - 9 vittorie
  - 8 secondi posti
  - 10 terzi posti

#### Nor-Am Cup - vittorie
| Data             | Località           | Paese       | Specialità |
| ---------------- | ------------------ | ----------- | ---------- |
| 9 febbraio 2017  | Copper Mountain    | Stati Uniti | SG         |
| 10 febbraio 2017 | Copper Mountain    | Stati Uniti | SG         |
| 14 dicembre 2018 | Panorama           | Canada      | GS         |
| 10 febbraio 2020 | Whiteface Mountain | Stati Uniti | SG         |
| 10 febbraio 2020 | Whiteface Mountain | Stati Uniti | KB         |
| 11 febbraio 2020 | Whiteface Mountain | Stati Uniti | SG         |
| 7 dicembre 2022  | Copper Mountain    | Stati Uniti | DH         |
| 8 dicembre 2022  | Copper Mountain    | Stati Uniti | DH         |
| 8 gennaio 2023   | Burke Mountain     | Stati Uniti | SG         |

Legenda:

DH = discesa libera

SG = supergigante

GS = slalom gigante

KB = combinata

### South American Cup
- Miglior piazzamento in classifica generale: 5ª nel 2023
- 3 podi:
  - 2 vittorie
  - 1 terzo posto

#### South American Cup - vittorie
| Data           | Località | Paese | Specialità |
| -------------- | -------- | ----- | ---------- |
| 31 agosto 2022 | La Parva | Cile  | SG         |
| 31 agosto 2022 | La Parva | Cile  | SG         |

Legenda:

SG = supergigante

### Campionati statunitensi
- 10 medaglie:
  - 3 ori (combinata[1] nel 2017; supergigante nel 2023; supergigante nel 2025)
  - 1 argento (slalom gigante nel 2023)
  - 6 bronzi (supergigante, combinata nel 2016; slalom gigante nel 2017; slalom gigante, slalom speciale nel 2019; slalom gigante nel 2021)